# Стерьо Лаков
Стерьо (Щерьо) Костадинов Ляков (на арумънски: Steriu Laku) е български революционер от влашки произход, селски войвода на Вътрешната македоно-одринска революционна организация.

## Биография
Стерьо Лаков е роден в костурското село Галища, тогава в Османската империя. Работи като воденичар, а по-късно се присъединява към ВМОРО. По време на Илинденско-Преображенско въстание е войвода на селската чета от Галища в отряда на Стерьо Ташков. След въстанието е ръководител на канал за оръжие и хора от Гърция.